# 美少女戦士セーラームーンR ゲームミュージック
『美少女戦士セーラームーンR ゲームミュージック』（びしょうじょせんしセーラームーンR ゲームミュージック）は、スーパーファミコン版ゲーム『美少女戦士セーラームーンR』のサウンドトラック。1993年12月21日に日本コロムビアから発売された。

## 概要
スーパーファミコン版ゲーム『美少女戦士セーラームーンR』のゲームミュージック全20曲が収録されている。
CDジャケットには、只野和子が描きおろしている。 音楽は、有澤孝紀が担当している。

## 収録曲
1. プロローグ [2:26]
2. プレイヤー・セレクト [2:21]
3. セーラー戦士! メイクアップ!!（Ver.2） [2:23]
4. アイキャッチ [3:01]
5. T・A女学院文化祭 [2:20]
6. クリスマスの十番商店街 [2:37]
7. 翠のエスメロード [3:00]
8. ファンタジー・アトラクション [2:03]
9. ジャングル・クルーズ [2:49]
10. 蒼のサフィール [1:38]
11. クリスタル・トーキョー [1:57]
12. クリスタル・パレス [2:47]
13. 紅のルベウス [2:06]
14. 惑星ネメシス [2:25]
15. 邪黒水晶反応炉 [2:28]
16. プリンス・デマンド [2:01]
17. エンディング・テーマ [3:13]
18. 成績表 [2:10]
19. ゲームオーバー [2:39]
20. バトル [1:35]